# Creu de terme (Sant Mori)
La creu de terme situada dins del nucli urbà de la població de Sant Mori (Alt Empordà), en el límit entre el nucli antic i el barri del Puig, a l'encreuament format pels carrers de la Marquesa de Sant Mori, Bonaire, Figueres i Pujada de la Creu, és una obra inclosa a l'Inventari del Patrimoni Arquitectònic de Catalunya.

## Descripció

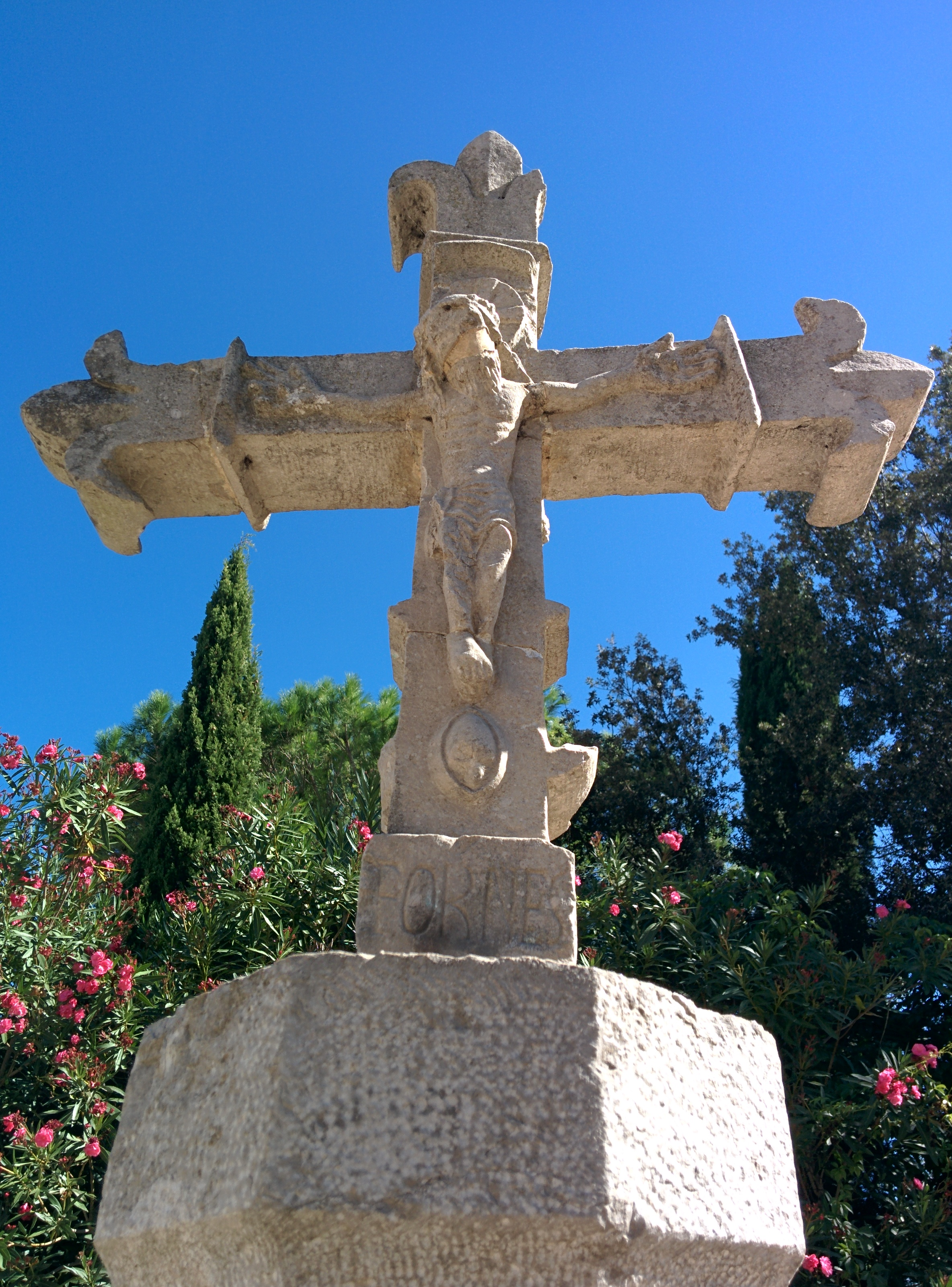

Es tracta d'una creu de pedra construïda damunt d'un basament circular, format per quatre cercles en gradació. La columna de suport de la creu presenta la base quadrada, amb el fust i el capitell octogonals. Al damunt hi ha la creu, amb els braços decorats amb el motiu de la flor de lis i a les dues cares, les imatges de la Verge amb l'infant damunt d'una peanya i Crist crucificat. A la part inferior de la peça hi ha una inscripció: "[·]ORNES".

## Història
És una creu de terme gòtico-renaixentista cronològicament emmarcada en el segle xvi. Antigament era situada a la Travessia de la Creu, a l'entrada de Sant Mori pel camí medieval de Girona a Castelló d'Empúries i Roses. Després de la Guerra Civil (1936-39) va ser col·locada a l'actual emplaçament, reconstruint per a l'ocasió, els elements de suport.